# Capirona decorticans
Capirona decorticans är en måreväxtart som beskrevs av Richard Spruce. Capirona decorticans ingår i släktet Capirona och familjen måreväxter. Inga underarter finns listade i Catalogue of Life.